# Helga Paris

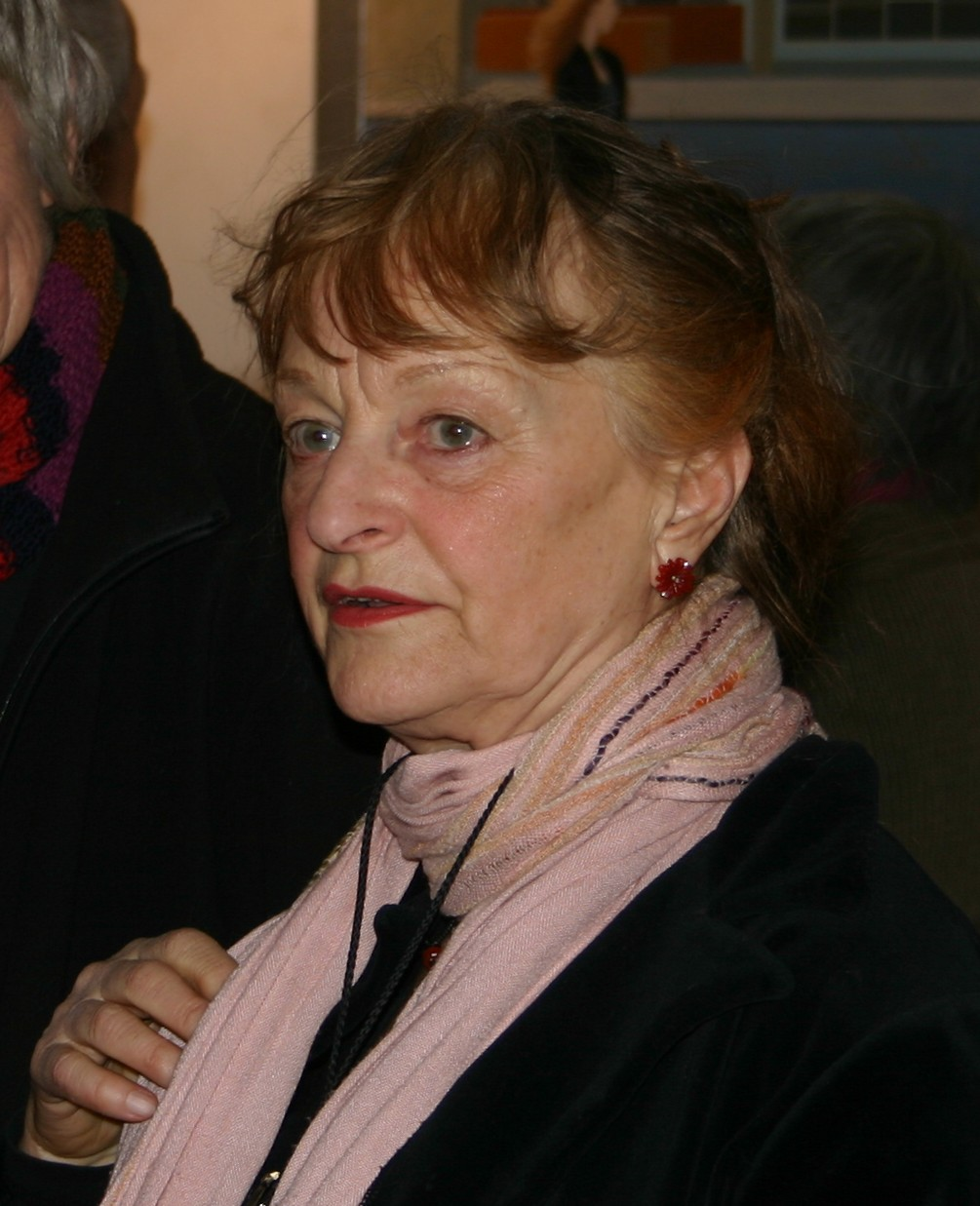
Helga Paris, 2012

Helga Paris (* 21. Mai 1938 als Helga Steffens in Gollnow, Pommern; † 5. Februar 2024 in Berlin) war eine deutsche Fotografin, die unter anderem durch ihre Alltagsfotografien in der DDR bekannt wurde.

## Leben und Wirken
Sie wurde als jüngstes von vier Kindern geboren. Ihr Vater Wilhelm war Schriftsetzer; er starb nach 1945 in einem sowjetischen Lager.
Nach ihrem Abitur in Zossen studierte Helga Paris von 1956 bis 1960 Modegestaltung an der Fachschule für Bekleidung in Berlin und absolvierte ein Praktikum im VEB Treffmodelle Berlin. Anschließend arbeitete sie als Dozentin für Kostümkunde und als Gebrauchsgrafikerin.
Ab 1964 begann sie, sich die Grundlagen der Fotografie autodidaktisch anzueignen. Da sie die Fotografie sehr interessierte, arbeitete sie von 1967 bis 1968 als Fotolaborantin, danach als Fotografin freischaffend. Ihr Werk ist sehr breit gefächert. So fotografierte sie 1975 Szenen aus Inszenierungen von Benno Besson an der Berliner Volksbühne und hatte 1978 ihre erste Personalausstellung an der Hochschule für Bildende Künste Dresden. Sie fotografierte u. a. viele Ostberliner Kunstschaffende, so Manfred Böttcher, Harald Metzkes, Heiner Müller, Nuria Quevedo, Cornelia Schleime und Christa Wolf. „Es sind Porträts von natürlicher Schönheit, ob im Atelier oder irgendwo unterwegs entstanden.“
Paris’ fotografisches Schaffen zeichnet sich durch eine eindringliche Dokumentation des ungeschminkten, grauen Alltags in Ostberlin aus, insbesondere in ihrer Heimatstraße, der Winsstraße in Prenzlauer Berg, wo sie mehr als fünf Jahrzehnte lang lebte: Ihre Bilder, oft gekennzeichnet durch eine Mischung aus Melancholie und einem feinen Gespür für das Lebendige im Eintönigen, erzählen Geschichten von den Menschen und der Atmosphäre dieser Zeit.
Mitte der 1980er-Jahre dokumentierte sie den baulichen Verfall der Innenstadt von Halle und deren Bewohner. Ihre Tochter Jenny studierte zu dieser Zeit in Halle. Die für 1986 geplante Ausstellung „Häuser und Gesichter. Halle 1983–1985“ in der Galerie Marktschlößchen in Halle wurde wenige Tage vor der Eröffnung abgesagt, da ihre Bilder zu offensichtlich die verfehlte Wohnungspolitik in Halle zeigten. Ein Katalog und Ausstellungsplakate waren bereits gedruckt.
Helga Paris war von 1972 bis 1990 Mitglied des Verbandes Bildender Künstler der DDR. Ab 1996 war sie Mitglied der Akademie der Künste (AdK). 2003 erlangte ihre Ausstellung der zwölfteiligen Folge Selbstbildnisse 1981–1988 im Rahmen der Ausstellung Kunst in der DDR in der Neuen Nationalgalerie Berlin große Aufmerksamkeit. Ihr Archiv mit über 230.000 Negativen und etwa 6.300 Filmen überließ sie 2020 der Akademie der Künste. Ab 2008 fotografierte sie nicht mehr beruflich.

## Persönliches
Helga Paris war von 1961 bis 1974 mit dem Maler Ronald Paris (1933–2021) verheiratet. Aus der Ehe gingen zwei Kinder (ein Sohn, * 1962, und eine Tochter, * 1964) hervor. Paris wohnte 58 Jahre in Prenzlauer Berg. Sie starb im Februar 2024 im Alter von 85 Jahren.

## Auszeichnungen
- 2004: Hannah-Höch-Preis
- 2019: Kulturpreis der DGPh als „Hochverdiente Chronistin ihrer Zeit“[7]

## Ausstellungen (Auswahl)
Weitere Ausstellungen siehe unter Weblinks: Helga Paris auf kunstaspekte.de.

### Einzelausstellungen
- 2004/05: Helga Paris: Fotografien 1974–2004, Sprengel Museum Hannover, 15. September 2004 bis 13. Februar 2005, Brandenburgische Kunstsammlungen Cottbus, 1. März bis 30. April 2005
- 2004/05: Helga Paris: Fotografien 1967–1996, Berlinische Galerie, Berlin, 13. November 2004 bis 21. Januar 2005
- 2006:  Häuser und Gesichter Halle 1983–85. Stadtmuseum Halle 15. März bis 30. April 2006
- seit 2012: Helga Paris. Fotografie Eine Tourneeausstellung des Institut für Auslandsbeziehungen. Premiere in der Galerie für Zeitgenössische Kunst Leipzig
- 2019/20: Helga Paris, Fotografin. Retrospektive mit 275 Werken, Akademie der Künste (Berlin) Pariser Platz, 8. November 2019 bis 12. Januar 2020
- 2020/21: Helga Paris. Fotografie, Leonhardi-Museum der Stadt Dresden
- 2022/23 Wieder sehen – Berliner Künstlerinnen und Künstler treffen Helga Paris Kunstverein Talstraße in Halle

### Gruppenausstellungen
- 2009: Art of Two Germanys/Cold War Cultures Los Angeles County Museum of Art, 25. Januar – 19. April 2009
- 2010: Eros und Stasi. Ostdeutsche Fotografie Sammlung Gabriele Koenig, Ludwig Forum für Internationale Kunst, Aachen
- 2011/12: PHOTOGRAPHY CALLING!, Sprengel Museum Hannover in Kooperation mit der Niedersächsischen Sparkassenstiftung, 9. Oktober 2011 bis 15. Januar 2012
- 2012: Geschlossene Gesellschaft – Künstlerische Fotografie in der DDR 1949–1989, Berlinische Galerie, Berlin, 5. Oktober 2012 bis 28. Januar 2013
- 2018: I’m a Believer. Pop Art und Gegenwartskunst aus dem Lenbachhaus und der KiCo Stiftung, Städtische Galerie im Lenbachhaus und Kunstbau München (seit 20. März 2018)[8]

## Werke
SERIEN (Auswahl)
- 1974: Müllfahrer
- 1975: Berliner Eckkneipen
- 1975: Möbelträger
- 1980: Altersheim
- 1980: Siebenbürgen
- 1981–1982: Berliner Jugendliche
- 1981–1989: Selbstportraits
- 1982: Georgien
- 1983–1985: Häuser und Gesichter. Halle 1983–1985
- 1984: Frauen im Bekleidungswerk VEB Treffmodelle, Berlin
- 1987–1988: New York
- 1993: Friedrichshain
- 1994: Erinnerungen an Z.
- 1995–1996: Il Legionario, Rom 1995/96
- 1996–1997: Podróż Polska – Die polnische Reise, 1996/97
- 1998: Hellersdorf

Daneben u. a. Theaterfotografie und zahlreiche Dichter- und Künstlerporträts

## Filme
- Ostfotografinnen, mit Helga Paris, Sibylle Bergemann, Gundula Schulze Eldowy, Dokumentarfilm 2006, 86 Minuten, Buch und Regie: Pamela Meyer-Arndt
- Helga Paris – Fotografin, 2019, 31 Minuten, Defa-Stiftung, Buch und Regie Helke Misselwitz